# STS-26
STS-26 est la désignation de la septième mission de la navette spatiale Discovery. Ce fut la première mission d'une navette spatiale après l'accident de Challenger 2 ans et 8 mois plus tôt.

## Objectif
L'objectif principal de cette mission était la mise en orbite du satellite TDRS 3 (Tracking and Data Relay Satellite 3). Divers tests d'équipements spatiaux ont aussi été réalisés, en particulier de nouveaux équipements de survie pour les astronautes. C'est la première fois que des combinaisons spatiales pressurisées sont utilisés et ce jusqu'à STS-135.

## Équipage
- Commandant : Frederick H. Hauck (3)  États-Unis
- Pilote : Richard O. Covey (2)  États-Unis
- Spécialiste de mission 1 : George D. Nelson (3)  États-Unis
- Spécialiste de mission 2 : John M. Lounge (2)  États-Unis
- Spécialiste de mission 3 : David C. Hilmers (2)  États-Unis

Le chiffre entre parenthèses indique le nombre de vols spatiaux effectués par l'astronaute au moment de la mission.

## Paramètres de la mission
- Masse :
  - Navette au décollage : 115 487 kg
  - Navette à l'atterrissage : 88 078 kg
  - Chargement : 21 082 kg
- Périgée : 301 km
- Apogée : 306 km
- Inclinaison : 28,5°
- Période : 90,6 min

## Déroulement
La navette Discovery s'envola le 29 septembre 1988 à 15h37 du pas de tir 39B de Cap Canaveral. Le satellite TDRS fut déployé sans problème. La navette atterrit le 3 octobre 1988 à 16 h 37 min 11 s à la base d'Edwards.